# Isabel Ramírez Castañeda
Isabel Ramírez Castañeda (Milpa Alta, Messico, 1881 – 26 marzo 1943) è stata un'archeologa, antropologa ed etnologa messicana. Assieme a Zelia Maria Magdalena Nuttall è considerata la prima archeologa di Messico. Durante la sua carriera studiò il folklore Nahua del Messico centrale e fu la prima donna messicana a guidare uno scavo archeologico.

## Biografia
Dopo aver studiato alla Escuela Normal de Profesoras, lavorò come maestra d'asilo e dell'infanzia di primaria mentre frequentava le conferenze dell'Ateneo della Gioventù. Ebbe l'occasione di conoscere l'antropologo Eduard Seler e l'etnologa Caecilie Seler-Sachs durante il loro viaggio in Messico nel 1907. Con loro studiò e catalogò oggetti del Museo nazionale di antropologia (Museo Nacional de Antropología) di Città del Messico e fece da assistente nelle lezioni di archeologia.
Nel 1906 vinse una borsa di studio per studiare archeologia, storia ed etnologia al Museo nazionale di antropologia, a cui fu affiliata per gran parte della sua carriera. Isabel incontrò Franz Boas quando visitò il Messico e ricevette una borsa dell'Università di Columbia per collaborare con la Scuola internazionale di archeologia ed etnologia americana (Escuela Internacional de Arqueología y Etnología americanas). In questo modo Isabel poté accompagnare i Seler nelle varie spedizioni ai siti archeologici e iniziare a studiare l'architettura antica e la ceramica. Partecipò inoltre agli scavi nel sito maya Palenque a febbraio 1911 e in quello Chichén Itzá ad aprile 1911. Grazie alla sua conoscenza della lingua nahuatl fece da interprete.
A settembre dello stesso anno vinse una borsa per la Scuola internazionale di archeologia ed etnologia americana che le permise di proseguire i suoi studi sulla lingua nahuat, pur continuando a lavorare con Franz Boas in Milpa Alta e Culhuacan. Il suo lavoro fu presentato in una esposizione del museo e ad un congresso a Londra.
Per tutta la sua vita lavorò per il museo, scrivendo anche un libro di testo per insegnare a leggere e a scrivere e che avrebbe dovuto essere tradotto in náhuatl, ma che non riuscì a finire. Contribuì inoltre con una serie di racconti popolari nahua di Milpa Alta al lavoro di Franz Boas, che li pubblicò nel 1924 senza accreditarla come autrice.